# Statiegeldalliantie
De Statiegeldalliantie is een lobbygroep die in Nederland en België lobbyt voor een wettelijk verplicht statiegeldsysteem.
De Statiegeldalliantie ging in 2017 van start met de vraag om in Nederland statiegeld op alle flesjes en blikjes in te voeren. De alliantie werd opgericht en wordt beheerd door Recycling Netwerk Benelux, een organisatie die gefinancierd wordt door Tomra, een producent van emballageautomaten.
Naast Recycling Netwerk Benelux, dat sinds 2024 verdergaat onder de naam Fair Resource Foundation, omvat de alliantie 21 andere partners uit Nederland en België. In Nederland zijn dit Stichting de Noordzee, Rotterdams Milieucentrum, Plastic Soup Surfer, KRNWTR, Plastic Soup Foundation, Gemeente Weert, De Groene Zaak, Zwerfinator, 033 Zwerfafval Zat, De Gezonde Stad, Milieucentrum Utrecht, GoedeWaar.nl en De Nieuwe Graanschuur. De Vlaamse organisaties die zijn betrokken bij de oprichting zijn Test Aankoop, KVLV Vrouwen met vaart, Bond Beter Leefmilieu, Limburg.net, Proper Strandlopers, Arbeid & Milieu en Conscious Crew. Anno 2021 hadden 307 van de 581 Belgische gemeenten zich aangesloten bij de alliantie.

## Kritiek
De Statiegeldalliantie kreeg vanaf haar oprichting kritiek, voornamelijk in Vlaanderen. Onder andere Fevia, de federatie van de Belgische voedingsindustrie, Comeos en Fost Plus noemden het voorstel van de alliantie om statiegeld op petflessen en blikken te verplichten "een schijnoplossing die geen rekening houdt met de unieke situatie in ons land." Daarbij werd gewezen op het reeds bestaande systeem van de blauwe zak en op het feit dat de Statiegeldalliantie gefinancierd en "dus aangestuurd" werd door Tomra, een bedrijf dat als fabrikant van terugnameautomaten financieel voordeel zou halen uit een wettelijk verplicht statiegeldsysteem.